# 香河駅 (慈江道)
香河駅（ヒャンハえき）は朝鮮民主主義人民共和国慈江道長江郡に位置する朝鮮民主主義人民共和国鉄道省江界線の駅である。

## 隣の駅
江界線
東部駅 - 香河駅 - 勝芳下里駅